# Integrationsarkitektur
Integrationsarkitektur er de dele af it-arkitekturen der varetager integration mellem informationssystemer.

Der kan være mange aspekter på en integrationsarkitektur, der hver koncentrerer sig om delopgaver af den samlede integrationsopgave. Jo mere man standardiserer de enkelte delopgaver, des færre bindinger bliver der mellem de enkelte informationssystemer. 
Integrations aspekter:
- Miljøuafhængige operationelle interfacebeskrivelser
- Miljøuafhængige eller transformerbare dataformater
- Miljøuafhængige kommunikations og transportprotokoller
- Protokoluafhængige API’er til serviceskald
- Lokalitetsuafhængige servicekald
- Automatiseret valg af serviceprovider
- Mulighed for persistent messaging
- Mulighed for servicekald med two-phase commit
- Eksisterende sikkerhedsstyring kan implementeres som en del af integrationsarkitekturen
- Versionsbaseret routing af servicekald
- Services designes efter offentlige standarder f.eks. WS-I basic profile eller OIO
- Services er selfcontained
- Statedata og securitydata ligger i beskederne